# Dear Friends 1
Albums de SPEED
Carry On My Way
(22 déc. 1999) Bridge
(27 nov. 2003)
Compilations par SPEED
Dear Friends 2
(29 mars 2000)
Lives par SPEED
Memorial Live
(19 déc. 2001)
Dear Friends 1, sous-titré Speed the Memorial Best 1335 Days (en fait écrit : SPEED THE MEMORIAL BEST 1335days) est le deuxième album compilation de SPEED. Son titre est parfois inversé en « Speed the Memorial Best 1335 Days - Dear Friends 1 ».

## Présentation
L'album, écrit, composé et produit par Hiromasa Ijichi, sort le 29 mars 2000 au Japon sur le label Toy's Factory, dans un boitier spécial de type digipack avec un mini-calendrier en supplément. Il sort trois mois seulement après le précédent album original du groupe, Carry On My Way, et le même jour qu'une autre compilation similaire homonyme, Dear Friends 2. Ces deux albums sont alors présentés comme les disques d'adieu du groupe, dont la séparation définitive était prévue dans les jours qui suivent (il se reformera en fait à plusieurs reprises par la suite, avec de nouvelles sorties).
Dear Friends 1 atteint la 4e place du classement des ventes de l'Oricon, et reste classé pendant huit semaines. Il se vendra un peu moins que Dear Friends 2 classé 3e, et restera le sixième album le plus vendu du groupe, derrière les cinq sortis jusqu'alors.
C'est une compilation qui contient à peu près dans l'ordre chronologique treize titres parmi les plus anciens du groupe : les chansons-titres de ses six premiers singles (dont deux dans leurs versions remaniées pour l'album Rise), trois de leurs "faces B" (dont "Oyasumi..." du 3e single jusque-là inédite en album), deux autres chansons tirées des deux premiers albums, et deux chansons inédites (Coquettish Dreamin' et My Lonely Habit). Dix des chansons présentes figuraient déjà sur les deux premiers albums du groupe Starting Over et Rise ; trois ont cependant été remixées pour la compilation.

## Liste des titres
Toutes les chansons sont écrites et composées par Hiromasa Ijichi, arrangées par Yasutaka Mizushima.
| 1.  | Body & Soul                                                                           | 1er single / album Starting Over             | 5:04 |
| 2.  | Steady -Atlanta Mix- (STEADY)                                                         | 2e single (version remaniée) / Starting Over | 5:16 |
| 3.  | Happy Together (HAPPY TOGETHER)                                                       | Face B du 2e single / album Starting Over    | 4:03 |
| 4.  | I Remember                                                                            | Face B du 1er single / album Starting Over   | 4:39 |
| 5.  | Go! Go! Heaven                                                                        | 3e single / remixé sur Starting Over         | 5:13 |
| 6.  | Kiwi Love - "Dear Friends" House Remix '00                                            | Version remaniée d'un titre de Starting Over | 4:57 |
| 7.  | Coquettish Dreamin' (コケティッシュDreamin’)                                          | Chanson inédite                              | 5:52 |
| 8.  | Wake Me Up! -Rise Mix-                                                                | 4e single ; version remaniée de l'album Rise | 5:29 |
| 9.  | White Love                                                                            | 5e single / album Rise                       | 5:35 |
| 10. | My Lonely Habit                                                                       | Chanson inédite                              | 4:55 |
| 11. | Lovely Friendship (ラブリー♡フレンドシップ)                                           | De l'album Rise                              | 4:27 |
| 12. | My Graduation (Album Version) (my graduation ...)                                     | 6e single ; version remaniée de l'album Rise | 5:40 |
| 13. | "Oyasumi....." -Good Night Kiss Version- (「おやすみ・・・・・」-(...)Kiss♡ version-) | Version remaniée de la face B du 3e single   | 2:40 |